# Йебоа, Келвин
Келвин Квартенг Йебоа (итал. Kelvin Kwarteng Yeboah; род. 6 мая 2000, Аккра) — итальянский футболист ганского происхождения, нападающий американского клуба «Миннесота Юнайтед».
Келвин — племянник известного футболиста Тони Йебоа.

## Клубная карьера
Йебоа — воспитанник клубов «Госсано», и английского «Вест Хэм Юнайтед». Летом 2018 года Келвин перешёл в австрийский «Тироль». 11 августа в матче против «Карнетена» он дебютировал во Второй Бундеслиги Австрии. 31 августа в поединке против «Капфенберг» Келвин забил свой первый гол за «Тироль». По итогам сезона Йебоа помог команде выти в элиту. 31 августа 2019 года в матче против «Ред Булл Зальцбурга» он дебютировал в австрийской Бундеслиге. В начале 2021 года Йебоа перешёл в «Штурм». 9 февраля в матче против «Рида» он дебютировал за новую команду. 6 марта в поединке против «Тироля» Келвин забил свой первый гол за «Штурм».
В начале 2022 года Йебоа перешёл в «Дженоа». 17 января в матче против «Фиорентины» он дебютировал в итальянской Серии A.
18 января 2023 года Йебоа отправился в аренду в немецкий «Аугсбург» до конца сезона с опцией выкупа.
1 сентября 2023 года Йебоа отправился в аренду во французский «Монпелье» до конца сезона с опцией выкупа.
1 февраля 2024 года Йебоа отправился в аренду в бельгийский «Стандард» до конца сезона с опцией выкупа.
27 июля 2024 года Йебоа перешёл в клуб MLS «Миннесота Юнайтед», подписав контракт назначенного игрока на 3,5 года с клубной опцией продления на сезон 2028. Свой дебют в американской лиге, 24 августа в матче против «Сиэтл Саундерс», он отметил дублем.